# جبون (جنس)
جِبُّون أو جِيبون هو جنس هو أحد الأجناس الأربعة جبون. اسمها العلمي (Hylobates) يعني من اليونانية "مشاة الغابة". أنواها 10 جميعها رشيقة القوام والحركة. أجسامها متوسطة القد. قاماتها معتدلة لا تتجاوز المتر. صدورها مقوَّسة، أيديها مستطيلة. إناثها تضع ولداً واحداً ترضعه نحو 6 أشهر. موطنه البلاد الإستوائية الحارة أخصها شبه جزية الهند الصينية وما جاورها من القار والجزر.

## الأنواع
من أنواعه:
- جبون رشيق
- جبون لار
- جبون فضي